# ادوارد د سوزا
ادوارد د سوزا (به انگلیسی: Edward de Souza) (زاده ۴ سپتامبر ۱۹۳۲) بازیگر انگلیسی است.
از فیلم‌های معروف او می‌توان به بازی در فیلم قطب‌نمای طلایی اشاره کرد.